# Campterophlebia
Campterophlebia elegans
Genre
Espèce
Campterophlebia est un  genre fossile d'insectes ailés de l'ordre des odonates, du sous-ordre éteint des Isophlebioptera, du clade des Isophlebiida, de la super-famille des Isophlebioidea et de la famille des Campterophlebiidae.
La seule espèce connue, Campterophlebia elegans, a été découverte en Basse-Saxe et dans le Mecklembourg dans le nord de l'Allemagne, dans des sédiments du Toarcien inférieur (Jurassique inférieur) datant d'environ 183 Ma.